# Franciszka
Franciszka – żeński odpowiednik imienia Franciszek, pochodzi z języka włoskiego.
Franciszka imieniny obchodzi: 9 marca i 22 grudnia. Patronką jest św. Franciszka Rzymianka.

## Osoby o imieniu Franciszka
- Francesca Caccini
- Franciszka Cegielska
- Françoise Dorléac
- Françoise Durr
- Françoise d’Eaubonne
- Françoise Gaudenzi-Aubier
- Francesca Gonshaw
- Franziska Hildebrand
- Franciszka Lipska
- Françoise Masson
- Franciszka Nowak
- Francesca Piccinini
- Franziska Preuß
- Franciszka Ramotowska
- Franciszka Sadowska
- Françoise Sagan
- Francesca Schiavone
- Franciszka Siedliska
- Franciszka Themerson